# 242
Năm 242 là một năm trong lịch Julius. 